# Convergence Center

Convergence Center in Berlin 2007

Ein Convergence Center (CC) (deutsch: „Ort des Zusammenkommens“) ist seit den 1990er Jahren ein temporär eingerichteter zentraler Platz für Wissensverteilung, Kommunikation und Aktionsvorbereitung von Personen, die zu Protesten gegen einen Gipfel oder die Konferenz einer internationalen Militär- oder Wirtschaftsorganisation, zum Beispiel der NATO anreisen.

## Aufgaben
Ein Convergence Center dient in erster Linie als zentraler Anlaufpunkt für die bei einem Großereignis eintreffenden Aktivisten aus aller Welt. Neben der Bereitstellung und Vermittlung von Schlafplätzen und Verpflegung sind weitere Aufgaben Versorgung mit Information und Möglichkeit zur Kommunikation. „Die Räume der CCs bieten eine Plattform für u.a. Diskussion, Information, Koordination und Aktion. Sie dienen also dem internationalen Austausch, der Vernetzung über die Proteste hinaus.“ Ausliegende Broschüren und Flugblätter informieren über den jeweiligen Ort, verschiedene geplante Aktionen, regionales Polizei- und Demonstrationsrecht, anwaltliche Kontaktmöglichkeiten, Gründung von Bezugsgruppen und weitere für die Aktivisten wichtige Themen. CCs organisieren und vermitteln auch medizinische Erste Hilfe, stellen Dolmetscher und Fahrplätze zu Aktionen bereit, vermitteln psychologische Betreuung in „Traumagruppen“ und bieten Platz für selbstorganisierte Workshops. Nach dem Ende des Ereignisses wird das Convergence Center aufgelöst.

## Ort

Convergence Center Rostock 2007

Ein Convergence Center befindet sich zumeist in alternativen Wohn- und Kulturprojekten. So wurden zum Treffen der G8 2007 in Hamburg in der roten Flora und in Berlin im Bethanien sowie im Freien, dem Görlitzer Park, Convergence Centers eingerichtet.
In Rostock-Evershagen, einem Ort nahe dem Gipfeltreffpunkt Heiligendamm, wurde von Attac eine ehemalige Schule angemietet, die der Selbstverwaltung des CC überlassen wurde.